# Varbergs Sparbank

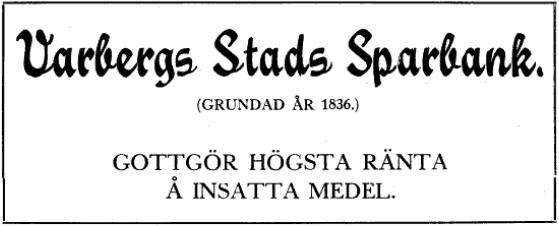
Annons för sparbanken 1927.

Varbergs Sparbank är ett bankaktiebolag med verksamhet i Varbergs kommun och Horredsbygden i Marks kommun. Banken ägs till 100% av Sparbanksstiftelsen Varberg och har inga andra aktieägare. Stiftelsen leds av en styrelse som utses av 48 huvudmän. Hälften av huvudmännen utses av Varbergs och Marks kommuner vilka förordnar 22 respektive två stycken vardera, medan de resterande utses av huvudmännen själva. Bankrörelsen bedrevs fram till år 2000 i form av en sparbank och lydde då under sparbankslagen. Banken har tre kontor, vilka är belägna i Tvååker, Varberg och Veddige.

## Historik
Banken startade sin verksamhet den 2 april 1836 i Varbergs rådhus (nedbrunnet 1863). Det gamla bankhuset färdigställdes 1898 av byggmästare Johannes Nilsson, enligt Emil Billings ritningar och ligger söder om torget. I anslutning till denna finns det nya bankhuset invigt 1991.
År 2016 stängdes kontoren i Skällinge, Bua och Träslövsläge. Den 30 november 2018 stängde även kontoret i Horred. Därefter hade banken två kontor i Varberg (Torget och Håsten), samt ett vardera i Tvååker och Veddige. De två stadskontoren (Varberg och Håsten) slogs ihop under 2021 och verksamheten förlades vid kontoret vid torget.

## Verkställande direktörer
- 1906-1909 - Waldemar Lundquist
- 1909-1925 - Adolf Kindvall
- 1925-1929 - Arvid Edvard Welander
- 1930-1957 - Gustaf Pehrson
- 1957-1982 - Bengt Stengård
- 1983-2003 - Per Nilsson
- 2003-2008 - Henrik Johansson (numera Molenius)
- 2008-2009 - Holger Svensson
- 2009-2018 - Per Richardsson
- 2019 - Bo Liljegren